# Išbi-Era
Išbi-Era (akadsko 𒀭𒅖𒁉𒀴𒊏 Išbi-erra, na sodobnih napisih klinopisno diš-bi-ir₃-ra) je bil ustanovitelj sumerske Isinske dinastije, ki je vladal okoli 1953 pr. n. št. do okoli 1920 pr. n. št. (bližnjevzhodna kratka kronologija).
Njegov predhodnik je bil  Ibi-Sin iz Tretje urske dinastije, naslednik pa Šu-ilišu. Iz napisa na Weld-Blundellovi prizmi je razvidno, da je Išbi-Era vladal 33 let, kar potrjuje veliko število imen njegovih vladarskih let. Četudi je Isinska dinastija v mnogih pogledih posnemala prejšnjo, je bil njen jezik akadski, saj je sumerski jezik v zadnjih obdobjih Tretje urske dinastije povsem zamrl.

## Življenje
Na začetku kariere je bil Išbi-Era uradnik sumerskega kralja Ibi-Sina, zadnjega iz Tretje urske dinastije. Opisan je bil kot mož iz Marija, morda zaradi mesta, kamor je bil dodeljen. Njegov napredek izpričujeta njegova korespondenca s kraljem ter korespondenca med  kraljem in guvernerjem Kazaluja Puzur-Namušdo, ki se je kasneje reimenoval v Puzur-Šulgija. Pisma imajo literarno vsebino. Njihova verodostojnost ni znana. Išbi-Era se je na obtožbe za nakup žita v Isinu in Kazaluju pritožil, da ne more poslati 72.000 GUR, ki jih je kupil za 20 talentov srebra - kar je očitno pretirana cena - in da zdaj varuje Isin in druga naselja pred vdorom Amoritov (Martu). Od Ibi-Sina je zahteval, naj mu pošlje 600 čolnov za prevoz, in hkrati guvernerstvo v Isinu in Nipurju. Ibi-Sin je Išbi-Ero oviral pri njegovem napredovanju, a je slednjemu očitno kljub temu uspelo v osmem letu Ibi-Sinovega vladanja priti na oblast. O tem pričajo njegova imena vladarskih let.
Išbi-Sin je v svojem pismu Puzur-Šulgiju z grenkobo udaril po  Išbi-Eri, ker "ni iz sumerskega semena" in menil: "Enlil je Amorejce premešal iz njihove dežele in zdaj bodo napadli Elamite in ujeli Išbi-Ero."  Zanimivo je, tako se vsaj zdi,  da je bil Puzur-Šulgi prvotno eden od Išbi-Erovih glasnikov in pokazatelj, v kolikšni meri je v zadnjih letih vladavine Tretje urske dinastije rasel Išbi-Erov vpliv. Ibi-Sinov vpliv je  v zadnjih  dvanajstih letih vladanje vztrajno upadal, dokler ni Kindatu Elamski končno osvojil Ura.
Išbi-Era je v osmem letu svoje vladavine odločilno premagal Amorite in v šestnajstem Elamite. Nekaj let kasneje je izgnal elamitsko garnizijo iz Ura in vzpostavil svojo suverenost nad celo Sumerijo in Akadom. Dosežek je proslavil v imenu 27. leta svojega vladanja. Prevzel je vse privilegije prejšnjega režima, naročal pisanje poezije in hvalnic bogovom, od katerih je sedem ohranjenih, ter se razglasil za Dingir-kalam-ma-na, "boga v svoji državi". Svojo hčerko En-bara-zi je imenoval za Ibi-Sinovo naslednico na mestu velike svečenice boga Anuja in imenovanje zabeležil v imenu 22. leta svoje vladavine. Ustanovil je več trdnjav in postavil mestno obzidje. Ohranjen je samo en njegov kraljevi napis.